# Тевли (гміна)
Ґміна Тевли — колишня (1934—1939 рр.) сільська ґміна Кобринського повіту Поліського воєводства Польської республіки. Центром ґміни було село Тевли.
Ґміну Тевли було утворено розпорядженням Міністра внутрішніх справ Польщі 23 березня 1928 р. До новоствореної ґміни включені наступні поселення:
- з ліквідованої сільської ґміни Пруска — сіл: Кліщі й Ластівки, фільварку: Кліщі;
- із сільської ґміни Подолісся — села: Козищі, селища: Куклі, фільварків: Соснове, Семенщина й Гали-Луг, лісничівок: Дахлове (Іменінська), Остролівка й Ротове;
- з ліквідованої сільської ґміни Стригове  — сіл: Береза-Косцинська, Дубове, Германи, Ліскове, Малиші, Острове, Славне, Стригове й Туличі, селищ: Юзефин і Пересік, колонії: Підразове;
- з ліквідованої сільської ґміни Матяси — сіл: Бурдили (Чаплі), Дев'ятки, Глинянки, Глибоке, Лищики, Мирниця, Матіяси, Новосілки, Огородники, Ринки, Вежки II, колоній: Ківатичі, Лищики, Маці, Майорщина, Мірниця, Тевли й Вежки, селища: Стовпи[2].

У січні 1940 р. ґміна була ліквідована, а територія увійшла до новоствореного Кобринського району.